# Eva Fundin
Eva Margareta Fundin, född 1777, död 1800 i Göteborg, var en svensk skådespelare. 
Fundin ansågs vara en av den svenska landsortens främsta skådespelare under 1700-talet och Göteborgs primadonna. Hon var engagerad hos Johan Anton Lindqvist 1793, uppträdde i Comediehuset under säsongen 1795-96, och anlitades sedan för många huvudroller vid teatern under de följande åren.  Hon spelade både tragedi och komedi, och var också verksam som dansare. Fundin var en populär artist i Göteborg, där andra skådespelare i flera år efter hennes död jämfördes med henne till sin nackdel.   
Bland hennes roller märks bland andra Carolina i Den ädle Stråtröfwaren eller Wänskapen och Troheten, där hon av en kritiker kallades teaterns enda aktris; Eugenie i Klosteroffren av Monvel; och Louise i Flickorna eller Vänskapen på prof.  
Hon avled i feber sedan draget i teaterlokalen under vintersäsongen 1799-1800 hade gett henne en förkylning.   Hon var inte gift men efterlämnade en son, Otto Mauritz, född 1797. Teaterkritikern Arvid Hummel sade om henne: 
"Mamsell Fundin, som var den bästa vi någonsin egt, ganska vacker, och som i »Nina» ganska nära liknade mamsell Säfström, och i flera andra roller närmade sig till mamsell Fredrika Löf, förenande en lycklig komisk talang med den sannaste känsla i tragedien och dansen."
Johan Erik Brooman liksom Arvid Hummel skrev minnesdikter över henne.